# Exposición Internacional de Vancouver (1986)
La Exposición Especializada de Vancouver de 1986 (Expo 86) fue regulada por la Oficina Internacional de Exposiciones y tuvo lugar del 2 de mayo al 13 de octubre de dicho año en la ciudad canadiense de Vancouver. Esta exposición especializada tuvo como tema el transporte y la comunicación. La muestra tuvo una superficie de 70 hectáreas y recibió a 22.111.578 visitantes. Participaron 54 países. 

## Historia
En 1978, Sam Bawlf (ministro de recreación y conservación de Columbia Británica) propuso una exposición internacional para conmemorar el centenario de la ciudad de Vancouver. La Oficina Internacional de Exposiciones aprobó la exposición el 26 de noviembre de 1980.
La exposición fue inaugurada el 2 de mayo de 1986 por el Príncipe Carlos y la Princesa Diana. El tema de la exposición estaba relacionado con el transporte y las comunicaciones, reflejado en el eslogan oficial: " World in Motion – World in Touch" (Mundo en movimiento – Mundo en contacto). Para cuando la exposición terminó el 13 de octubre de ese mismo año, 22 millones de personas la habían visitado.

## El recinto

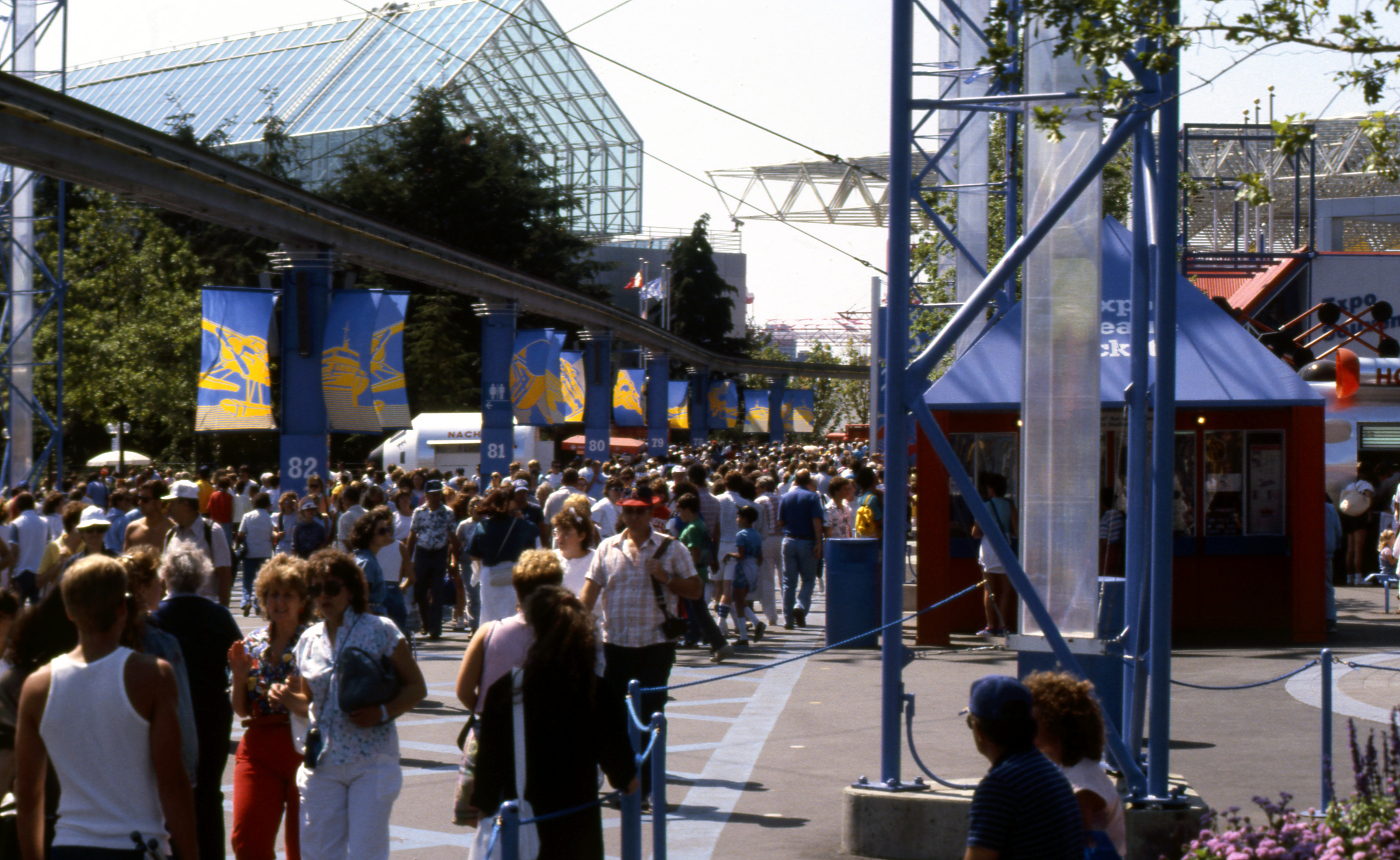
Una vista de la exposición

El recinto se extendió por una superficie de 4,5 kilómetros en las orillas norte y este de False Creek. El recinto estuvo dividido en 6 zonas, cada una identificada con un color diferente. Cada zona contenía pabellones, teatros, atracciones y restaurantes. El BC Place fue el corazón de la exposición. También hubo una plaza central (Plaza of Nations) donde se llevaban a cabo distintas ceremonias.
Los 65 pabellones de la exposición estuvieron conformados de la siguiente manera: 41 internacionales (incluyendo el pabellón de las Naciones Unidas), 9 de las unidades administrativas canadienses, 3 de estados de Estados Unidos (California, Oregon y Washington), 9 corporativos, 2 temáticos y uno especial, el de Ramsés II. Así mismo, la exposición contó con un monoriel de 5,4 kilómetros, 2 góndolas y el recientemente construido sistema SkyTrain.

## Países participantes
| - Alemania Occidental - Antigua y Barbuda - Arabia Saudita - Australia - Barbados - Bélgica - Brunéi - Canadá - Checoslovaquia - China - Corea del Sur - Costa de Marfil - Costa Rica - Cuba - Dominica - España - Estados Unidos - Fiyi | - Filipinas - Francia - Granada - Hong Kong - Hungría - Indonesia - Islas Cook - Islas Salomón - Italia - Japón - Kenia - Malasia - México - Montserrat - Nauru - Noruega - Pakistán - Papúa Nueva Guinea | - Perú - Reino Unido - Rumania - Samoa - San Cristóbal y Nieves - San Vicente y las Granadinas - Santa Lucía - Senegal - Singapur - Sri Lanka - Suiza - Tailandia - Tonga - Unión Soviética - Vanuatu - Yugoslavia |

## Legado
En la actualidad, entre los pabellones que han sobrevivido, están el Expo Centre (conocido actualmente como Science World, un centro científico) y el Roundhouse, el cual durante la exposición albergó locomotoras históricas. El pabellón canadiense es actualmente el muelle de la ciudad.
El estadio BC Place, construido para la exposición, es uno de los principales escenarios deportivos de la ciudad, habiendo sido utilizado en los Juegos Olímpicos de Invierno de 2010.